# Musehamstere

Musehamstere er en lille gruppe gnavere med hovedudbredelsesområde i Mellemøsten. Gruppen har ført en omtumlet historie, med hensyn til både tilhørsforhold og indhold.

## Systematik
De var længe anset for at være medlemmer af de ægte hamstere Cricetinae, mest på grund af tændernes udseende. Men der er mange andre ting der adskiller dem fra hamsterne, bl.a. mangler de kindposer, og de har en lang hale. Igen med henvisning til tænderne har de også været associeret med de amerikanske mus Sigmodontinae, især hjortemusene Peromyscus. Men i dag er de fleste forskere enige om, at gruppen er så anderledes at de fortjener deres egen familie.
- Musehamstere 1
- Musehamstere 2

Også antallet af arter har svinget en del, fra kun en enkelt art til op mod ti. Første gang vi hører om disse gnavere er i 1905, hvor Oldfield Thomas beskriver slægten og arten Calomyscus bailwardi fra Iran. I årene fremover fandt man flere former af denne gruppe, og som det var traditionen på den tid, blev alle disse former beskrevet som selvstændige arter (på engelsk kalder man det splitting).
Så omkring 1940 udkom en stor bog om gnavere, der lavede om på dette. Udviklingen gik nu den modsatte vej, og former med små forskelle blev nu samlet i færre arter (på engelsk lumping), og det samme skete for musehamsterne, der alle blev samlet i én art.
De seneste 20-30 år er udviklingen dog vendt igen, især efter man har tilføjet studier af kromosomerne til studiet. Så den ene art blev splittet op i fem arter. Og i de senere år har man opdaget flere populationer, der er blevet beskrevet som nye arter. Tager man i betragtning at deres udbredelse i Mellemøsten i lange perioder umuliggør studier, så er der sikkert adskillige uopdagede arter endnu.
En art af disse musehamstere holdes også i fangenskab i flere lande i Europa, bl.a. i Danmark. Men hvilken art er endnu uvist. 

### Arter
- Calomyscus bailwardi – Iran
- Calomyscus baluchi – Vestlige Pakistan og tilstødende dele af Afghanistan
- Calomyscus mystax – Sydlige Turkmenistan, nordlige Iran og nordvestlige Afghanistan
- Calomyscus hotsoni – Pakistan
- Calomyscus urartensis – Sydlige Aserbajdsjan og nordlige Iran.
- Calomyscus tsolovi – Syrien (ny art opdaget i 1982 og beskrevet i 1989)
- Calomyscus firiusaensis – Turkmenistan (ny art beskrevet i 2000)

## Levevis
Dyrene lever i klippefyldt terræn i naturen, og dette kan også ses på deres adfærd i terrariet. De er ekstremt hurtige og adrætte dyr, der nemt klarer lodrette spring på op mod en halv meter. Og bliver de skræmt, foretrækker de at klemme sig ind i små sprækker frem for at søge sikkerhed i et redehus.
Endelig kan nævnes at de bliver betydeligt ældre end andre arter af hamstere og små gnavere. En artikel publiceret af en zoologisk have beretter at deres dyr jævnligt bliver over fire år gamle, og at rekorden var på 9 år og 3 måneder.